# 鐵礦村鄉 (卡拉什-塞維林縣)

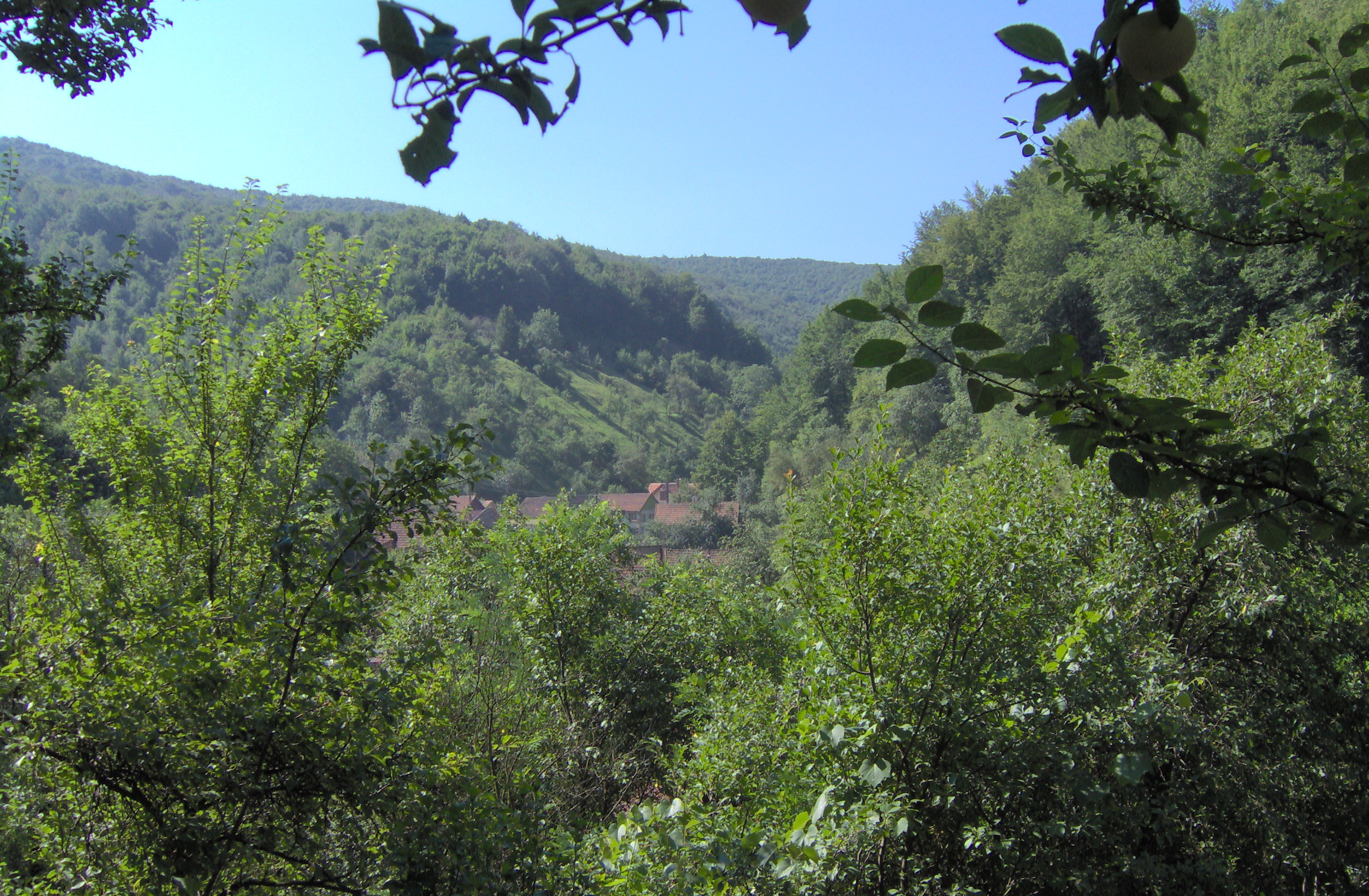

45°20′N 21°47′E / 45.333°N 21.783°E
鐵礦村鄉（羅馬尼亞語：Comuna Ocna de Fier, Caraș-Severin），是羅馬尼亞的鄉份，位於該國西南部，由卡拉什-塞維林縣負責管轄，面積22平方公里，海拔高度313米，2007年人口748，人口密度每平方公里34人。